# Ratcatcher
Ratcatcher ist ein britischer Film aus dem Jahre 1999. Regie führte Lynne Ramsay, die auch das Drehbuch schrieb und für die es nach mehreren Kurzfilmen ihr Debüt bei einem Spielfilm darstellte.

## Handlung
In einer Arbeitersiedlung in Glasgow, im Jahre 1973. Die Familie des zwölfjährigen James lebt in prekären Verhältnissen, zudem verschlechtern sich durch den Streik der Müllabfuhr die hygienischen Verhältnisse. Zwar wird der Familie eine bessere Wohnung versprochen, doch dies verzögert sich immer wieder.
James und sein Freund Kenny werden von den älteren Jugendlichen schikaniert. Kenny, der sich fürsorglich um sein Haustier, eine weiße Ratte, kümmert, wird einmal von der Gang angehalten und einer der Teenager schlägt vor, dass die Ratte zum Mond fliegen solle. Kenny geht danach mit dem Käfig in sein Zimmer und bindet die Ratte an einen Heliumgefüllten Luftballon, was die anderen Jugendlichen zum Staunen bringt.
Die Bekanntschaft mit der älteren Margaret Anne erlaubt ihm, seinem tristen Alltag, der von Perspektivlosigkeit, Armut und häufigen Konflikten geprägt ist, zu entfliehen. Auch Margaret Anne wurde von den anderen Jugendlichen schikaniert; diese haben ihre Brille in den Kanal geworfen.
Der Film endet damit, dass Kenny die tote Ratte findet und James in den Kanal taucht. Die versprochene neue Wohnung bleibt der Familie vorenthalten.

## Kritik
Ratcatcher wurde in der Filmkritik mit viel Lob aufgenommen, wie etwa die Scores bei Rotten Tomatoes (85 % positive Kritikerrate) und Metacritic (76 von 100 Punkten) aufzeigen. Teilweise wurde er als einer der besten Debütfilme des Jahres sowie einer der besten britischen Filme der 1990er-Jahre bezeichnet.

„Der Erstlingsfilm zeichnet sich durch Milieugenauigkeit und Detailliebe aus. Bei allem Realismus erstarrt er nie in Tristesse, sondern findet immer wieder Ruhe in Momenten der atmosphärischen Aufhellung. Die eindrucksvolle Zeichnung eines kindlichen Universums wird von einem überzeugenden jugendlichen (Laien-)Darsteller getragen.“